# حلمي جوهانس
حلمي جوهانس (بالإندونيسية: Helmi Johannes)‏ هو صحفي إندونيسي، ولد في 23 مارس 1961 في يوغياكارتا في إندونيسيا.